# Ohvida vernalis
Ohvida vernalis là một loài nhện trong họ Ctenidae.
Loài này thuộc chi Ohvida. Ohvida vernalis được Elizabeth Bangs Bryant miêu tả năm 1940.